# Henry D'Esterre Darby
Pour les articles homonymes, voir Darby.
Henry D'Esterre Darby (1749-1823) est un amiral de la Royal Navy.
Il a participé à la bataille d'Aboukir en 1798 au commandement du HMS Bellerophon.
Il est le neveu de George Darby.